# Oligophlebia
Oligophlebia is een geslacht van vlinders uit de familie wespvlinders (Sesiidae), onderfamilie Tinthiinae.
Oligophlebia is voor het eerst wetenschappelijk beschreven door Hampson in 1893. De typesoort is Oligophlebia nigralba.

## Soorten
Oligophlebia omvat de volgende soorten:
- Oligophlebia amalleuta Meyrick, 1910
- Oligophlebia cristata Le Cerf, 1916
- Oligophlebia episcopopa (Meyrick, 1926)
- Oligophlebia micra (Gorbunov, 1988)
- Oligophlebia nigralba Hampson, 1893
- Oligophlebia subapicalis Hampson, 1919
- Oligophlebia ulmi (Yang & Wang, 1989)